# Üdersee
Der Üdersee ist ein 5 km langer und bis zu 400 m breiter Rinnensee, der in der Weichseleiszeit entstanden ist. Am nordöstlichen Ende des Sees liegt der Ort Werbellin. Die Bundesautobahn 11 verläuft in 400 bis 900 Meter Entfernung südöstlich annähernd parallel zum See.

## Name
Der See wurde 1589 („bis inden Vder“) erstmals schriftlich erwähnt. Der Name stammt aus dem Altpolabischen und bedeutet etwa „See mit Dorngestrüpp“.

## Entstehung
Der Üdersee entstand in der letzten Eiszeit (Weichsel-Eiszeit) als typischer Rinnensee. Das unter dem Eis abfließende Schmelzwasser erodierte kräftig in den Untergrund und schuf so die Hohlform. In die Rinne wurde dann Toteis gepresst. Das in der Rinne liegende Toteis konservierte dabei die steilen Flanken der Rinne. Außerdem bewahrte es die Rinne vor der Verschüttung, als von der nördlich gelegenen Pommerschen Eisrandlage das Schmelzwasser über den Toteisblock zum Eberswalder Urstromtal abfloss.

## Nutzung

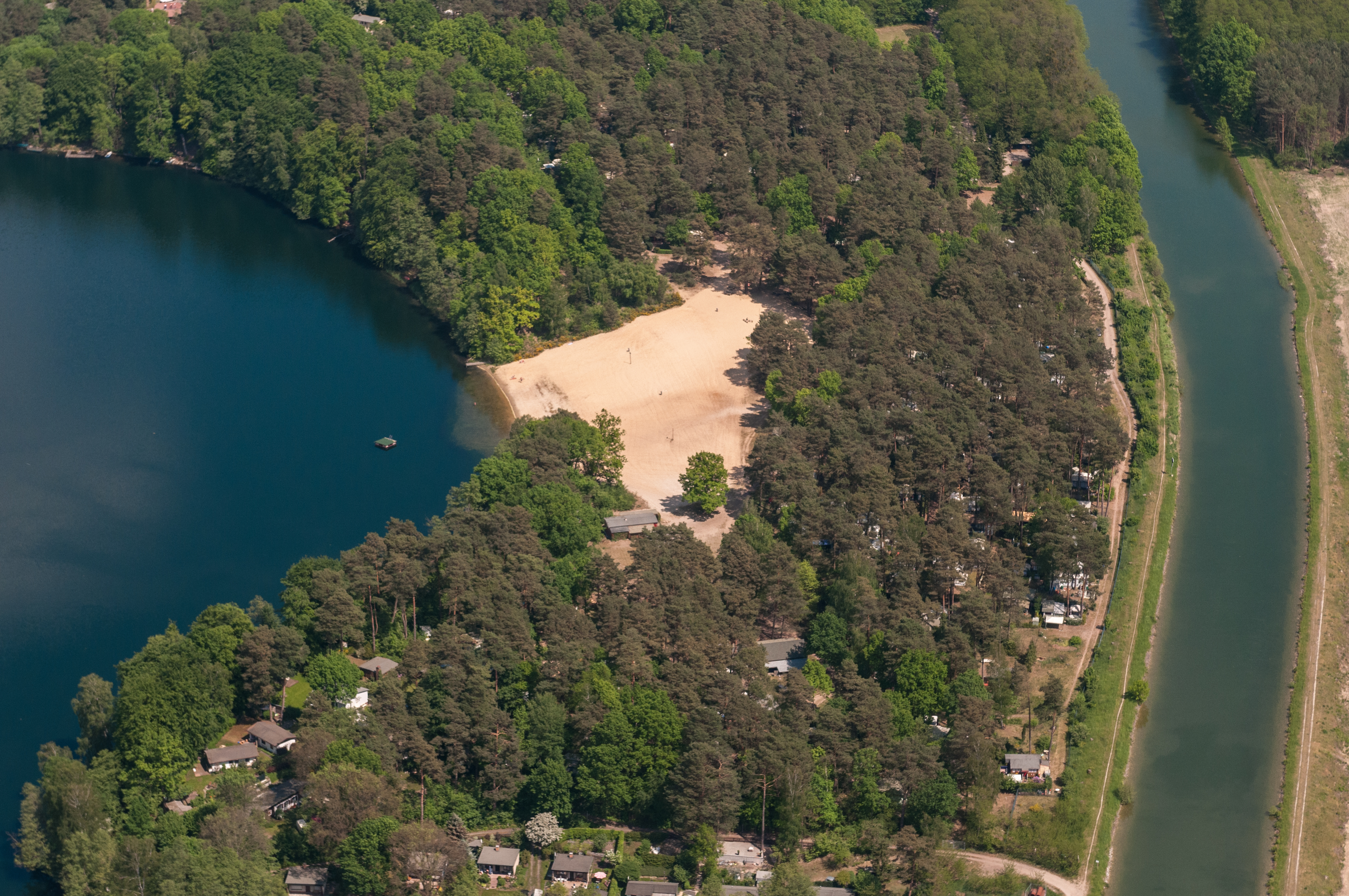
Zeltplatz Röthen zwischen See und Kanal

Am südlichen Ende des Sees liegt der Campingplatz „Röthen“ zwischen dem See und dem Oder-Havel-Kanal. Südlich des Campingplatzes liegt der Abfluss des Sees in Form eines sogenannten Durchstichs unter dem Kanal Richtung Finowkanal.
Der Zeltplatz verfügt über einen großen Sandstrand, der wie alle Ufer des Sees relativ steil verläuft. Gegenüber dem Strand war bis zur Wende ein Höhenradar der Sowjetarmee installiert.
Fast um den gesamten See sind in der DDR-Zeit viele Bungalows entstanden. Lediglich das Nordostufer ist unbebaut.
Auf dem Üdersee sind Motorboote verboten.
Am nördlichen Ende des Üdersees existiert ein kleinerer Strand in der Nähe von Werbellin.

## Naturfreundehaus

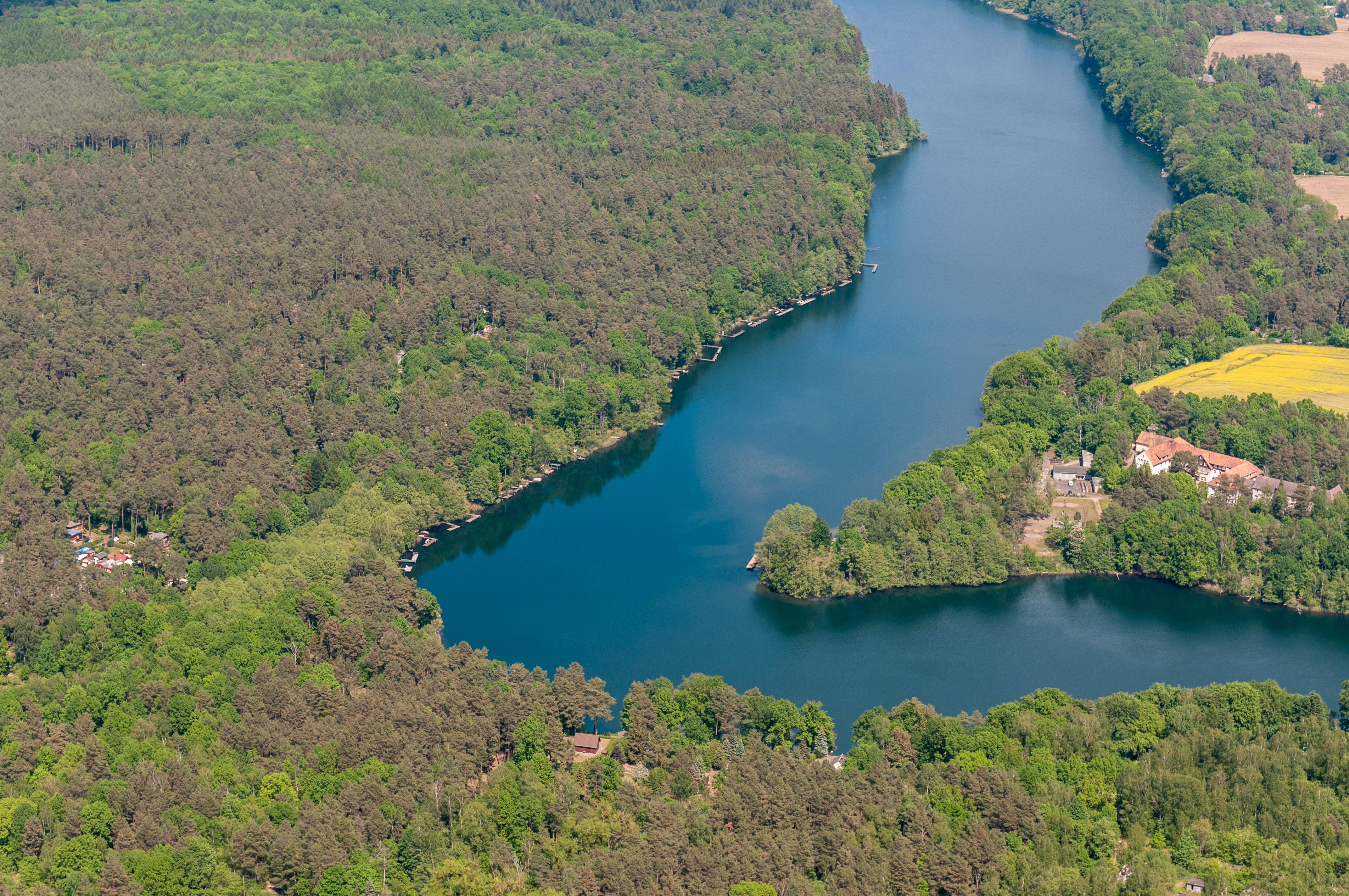
Rechts das Naturfreundehaus

Am See liegt das Naturfreundehaus, welches 1930 eröffnet wurde. Amateurfilme zeigen Berliner beim Nacktbaden und weitere ungewohnte Einblicke, die den Klischeevorstellungen der Frau im „Dritten Reich“ massiv widersprechen.
Nach Beschlagnahme durch die Nationalsozialisten war es ab 29. Juni 1933 „Erste Reichsschule des Arbeitsdienstes für die weibliche Jugend“. In der Nachkriegszeit war dieses Haus die „Jugendschule Üdersee“, an der 1230 Junglehrer ausgebildet wurden. Danach wurde es als „ZK-Heim“ von der SED als Ferienunterkunft genutzt. Das Haus erhielt eine eigene Autobahnabfahrt am Kilometer 31, die nach der Wende wieder geschlossen wurde.